# Georg Zischek
Georg Zischek (16. února 1892, Blížejov něm. Blisowa – 14. září 1979, Eichstätt, Německo) byl německý římskokatolický kněz, sídelní kanovník litoměřické kapituly, v roce 1946 pověřený duchovní pro uprchlíky v diecézi Eichstätt. Svou činnosti položil základ budoucímu partnerství mezi litoměřickou a eichstättskou diecézí.

## Život
Byl katolickým knězem inkardinovaným v litoměřické diecézi z německy mluvící rodiny ze severočeských Sudet. V oboru teologie dosáhl doktorátu. Na kněze byl vysvěcen 10. října 1915. Dne 30. května 1933 byl biskupem Weberem jmenován sídelním kanovníkem katedrály sv. Štěpána s kanonikátem königseggovským I. Po skončení II. světové války v souvislosti s poválečným vývojem byl v květnu 1946 zařazen do odsunu. Přes Mnichov a Dettenheim se se svou sestrou dostal 21. srpna 1946 do Eichstättu. Zde byl jmenován eichstättským biskupem Michaelem Racklem duchovním pastýřem pro uprchlíky. Na svátek sv. Josefa 19. března 1951 se stal členem biskupské rady eichstättské diecéze. Vedoucím eichstättského diecézního synodu se stal od 1. března 1960. Úřad duchovního správce pro uprchlíky zastával 31 let až do 4. října 1977, kdy doporučil faráře Josefa Worsche jako svého nástupce. Eischtättský biskup Alois Brems přijal jeho rezignaci 1. listopadu 1977, poté co mu poděkoval za pracovitost a plodnou práci kněze pro uprchlíky. Zemřel 14. září 1979, pohřben byl na do eichstättské kanovnické hrobky jako výraz ocenění jeho práce tamní katedrální kapitulou.